# ۴۳۸ (قمری)
۴۳۸ (قمری)، چهارصد و سی و هشتمین سال در گاهشماری هجری قمری است. اول محرم این سال برابر با چهاردهم ژوئیه سال ۱۰۴۶ میلادی است.

## رویدادها
- تالیف فرهنگ لغت عربی-فارسی، کتاب البلغه توسط ابویوسف کردی نیشابوری.

## زادگان
- مسعود سعد سلمان، شاعر دوره غزنوی

## درگذشتگان
- ابوعبید جوزجانی شاگرد و شرح دهنده آثار پورسینا.

## وابسته
- ابوعبیدالله عبدالواحد بن محمد جوزجانی